# Droplje
Droplje (znanstveno ime Otididae) so družina ptic, ki naseljujejo predvsem suha travišča in stepe Starega sveta. Tvorijo samostojen red Otidiformes, v katerega uvrščamo 26 danes živečih vrst, ki jih združujemo v 11 rodov.

## Opis
So srednje veliki do veliki ptiči, največji predstavniki, kot je velika droplja, so med največjimi letečimi ptiči sploh. Iz trupa ovalne oblike izraščajo majhna glava na dolgem vratu, dolge in močne noge s samo tremi prsti ter široke peruti in kratek, zaokrožen rep. Operjenost je običajno rjava, črna ali siva, s kamuflažnimi vzorci, ki pomagajo prikrivati ptiča na tleh, in običajno svetlejšim trebušnim delom. Samci so običajno večji od samic, sicer pa sta si spola podobna.
Droplje so vsejedi ptiči, ki običajno brskajo s kratkim, čokatim kljunom pri tleh za sadeži, semeni, listjem in poganjki, lovijo pa tudi žuželke in občasno male sesalce. Noge so prilagojene za hiter tek. Predvsem večje vrste zato bežno spominjajo na neleteče staročeljustnice, kot so noji in nanduji. Praviloma so zelo plašne, zato je o njihovem razmnoževanju malo znanega, slovijo pa po spektakularnem dvorjenju samcev: ti nagnejo glavo nazaj proti privzdignjenemu repu in napihnejo golšo.

## Habitat in razširjenost
Zadržujejo se na odprtih traviščih in v polpuščavah Starega sveta, kjer iščejo hrano. Zaradi širjenja obdelovalnih površin in lova se več kot polovica vrst sooča z zmanjševanjem populacij.
V Evropi je najbolj znana velika droplja, več vrst naseljuje podsaharsko Afriko, vrsta Ardeotis australis pa živi po večjem delu Avstralije in jugu Nove Gvineje.

## Taksonomija
Tradicionalno so veljale droplje za taksonomsko problematično družino, uvrščali so jih med žerjavovce, po zdaj sprejeti klasifikaciji pa tvorijo samostojen red in niso bližnje sorodne žerjavovcem. Namesto tega naj bi bili njihovi najbližji sorodniki sadjejedi in kukavice.
Seznam vrst:
- rod Otis
  - velika droplja (Otis tarda)
- rod Ardeotis
  - arabska droplja (Ardeotis arabs)
  - orjaška droplja (Ardeotis kori)
  - velika indijska droplja (Ardeotis nigriceps)
  - avstralska droplja (Ardeotis australis)
- rod Chlamydotis
  - Chlamydotis undulata
  - Chlamydotis macqueenii
- rod Neotis
  - Neotis ludwigii
  - Neotis denhami
  - Neotis heuglinii
  - Neotis nuba
- rod Eupodotis
  - Eupodotis senegalensis
  - Eupodotis caerulescens
  - Eupodotis vigorsii
  - Eupodotis rueppelii
  - Eupodotis humilis
- rod Lophotis
  - Lophotis savilei
  - Lophotis gindiana
  - Lophotis ruficrista
- rod Afrotis
  - Afrotis afra
  - Afrotis afraoides
- rod Lissotis
  - Lissotis melanogaster
  - Lissotis hartlaubii
- rod Houbaropsis
  - Houbaropsis bengalensis
- rod Sypheotides
  - Sypheotides indicus
- rod Tetrax
  - mala droplja (Tetrax tetrax)